# أوتوكروس
سباق السيارات المتعرج أو الأوتوسلالوم (Auto Slalom أو Slalom) هو نوع من رياضات السيارات يُمارس على مسارات قصيرة ومؤقتة تُقام على أسطح معبدة مثل مواقف السيارات أو مدارج المطارات المهجورة. يعتمد السباق على قياس زمن المتسابقين لإكمال المسار، مع فرض عقوبات عند تجاوز المسار أو لمس العلامات المحددة. يبدأ المتسابقون بشكل فردي، وتُحافظ السرعات على مستوى منخفض لضمان السلامة، مع التركيز على التحكم الدقيق بالسيارة.  
يُعتبر الأوتوسلالوم أحد التخصصات المدرجة في الألعاب الرياضية الدولية للسيارات التي ينظمها الاتحاد الدولي للسيارات، كما تُقام بطولة أوروبية للأوتوسلالوم للمنافسات الدولية.  
في الولايات المتحدة، يُعد الأوتوسلالوم أحد الفروع المتاحة ضمن سلسلة Solo التي ينظمها نادي السيارات الرياضية الأمريكي جنبًا إلى جنب مع الأوتوكروس. ويُشار إلى أن الفرق بينهما يكمن في أن الأوتوسلالوم يُقام بسرعات منخفضة على مسارات أقصر، بينما يتسم الأوتوكروس بسرعات أعلى ومسارات أطول، مع أن المصطلحين يُستخدمان أحيانًا بالتبادل. تُؤكد القواعد الرسمية على التشابه بين التخصصين، ويُطلق على الأوتوسلالوم أحيانًا اسم قسم من مسار الأوتوكروس.  
تتشابه هذه الرياضة مع الأوتوتيستينغ في المملكة المتحدة، وموتورخانا في أستراليا ونيوزيلندا، وأوتوخانا في الهند.